# Jens Eulenberger
Jens Eulenberger (* 1973 in Gera) ist ein deutscher Schauspieler.

## Leben
Eulenberger absolvierte von 1995 bis 1998 eine Schauspiel- und Gesangsausbildung an der Berliner Fritz-Kirchhoff-Schule. Bereits während seiner Ausbildung spielte er kleine Rollen an verschiedenen Berliner Bühnen.
Von 1998 bis 2000 war er festes Ensemblemitglied am Staatstheater Cottbus. Dort spielte er unter anderem den Bauernsohn Rovo in dem Volksstück Jagdszenen aus Niederbayern. 2003 trat er am Alten Schauspielhaus Stuttgart als Prinz Eric in einer Inszenierung von Arielle, die Meerjungfrau auf. 2004 gastierte er am Deutschen Theater Berlin in der Hauptrolle des Theaterstücks Der Findling von Heiner Müller. 2007 spielte er am Theater am Kurfürstendamm in Berlin den Schauspieler Cléante in einer Neufassung von Molières Lustspiel Der eingebildete Kranke; seine Partner waren Walter Plathe in der Titelrolle und Dagmar Biener als Haushälterin Toinette.
Seit 2008 stand Eulenberger, unter der Regie von Matthias Freihof, immer wieder als Enrico Winschewsky in der Boulevardkomödie Ganze Kerle der kanadischen Erfolgsautorin Kerry Renard auf der Bühne (2008 Theater am Kurfürstendamm, 2009 Komödie Dresden, 2010 Komödie Düsseldorf). Er spielte darin einen jungen Paketfahrer und Go-Go-Tänzer, der gemeinsam mit seinen Arbeitskollegen eine Travestie-Show auf die Beine stellt, um zu Geld zu kommen. Seine Partner in diesem Stück waren unter anderem Matthias Kostya, René Hofschneider und Lutz Reichert. Mehrfach trat er beim Fränkischen Theater Schloss Maßbach auf, unter anderem in den Kinderstücken Die Biene Maja und Herr Bello sowie als Peer in der Uraufführung des Kinderstücks Peer und Gynt von Paul Maar und Christian Schidlowsky nach Motiven von Henrik Ibsen. 2010 übernahm er dort die Titelrolle in Woyzeck.
Ab Mitte der 1990er Jahre war Eulenberger auch regelmäßig in Film- und Fernsehrollen zu sehen. Eulenberger spielte hierbei in verschiedenen Fernsehserien mehrere durchgehende Serienrollen, wiederkehrende Episodenrollen und auch Gastrollen. So hatte er eine durchgehende Rolle als Kellner Leo Faber in der ZDF-Serie girl friends – Freundschaft mit Herz. Ab 2002 war er in der ARD-Serie Absolut das Leben als Student René zu sehen. Von 2002 bis 2005 spielte er den Umweltschützer Hannes in der ZDF-Serie Der Landarzt.
Häufig wurde er auch in Krimiserien und Polizeiserien eingesetzt, unter anderem in Episodenhauptrollen in SOKO 5113 (1996), SOKO Leipzig (2001), Großstadtrevier (2003) und Alarm für Cobra 11 – Die Autobahnpolizei (2004). 2010 war er in der ZDF-Serie Notruf Hafenkante in der Folge Familienzirkus erneut im Krimi-Genre in einer Episodenhauptrolle zu sehen. Er spielte, an der Seite von Gojko Mitić, den Zirkus-Artisten Claudio Ravani und Sohn des Zirkusdirektors Peter Ravani.
Außerdem war er 1996 in dem Fernsehfilm Du bist nicht allein – Die Roy Black Story zu sehen. Unter der Regie von Wolf Gremm spielte er eine Doppelrolle in dem Thriller Die Sünde der Engel (1999). Er verkörperte, an der Seite von Gudrun Landgrebe, den Sexualmörder Jens Beerbaum und dessen Zwillingsbruder Ralf. 2006 war er in der Filmkomödie Nicht ohne meine Schwiegereltern in einer kleineren Rolle als Ralf zu sehen, der Interesse für die junge in ihrer Ehe unzufriedene Tochter der Familie zeigt.
Eulenberger wirkte auch in einigen Kinofilmen mit. 2006 verkörperte er in dem Filmdrama Lauf der Dinge den homosexuellen Drogendealer Marcel, der auf Ibiza einen kleinen Buchladen betreibt, und das Coming-out des Filmcharakters Daniel auslöst.
Eulenberger lebt in Berlin.

## Filmografie (Auswahl)
- 1996: Du bist nicht allein – Die Roy Black Story
- 1997: Seitensprung in den Tod
- 1997: SOKO 5113: Ein Koffer aus Amsterdam (TV-Serie, eine Folge)
- 1997–1998: girl friends – Freundschaft mit Herz (TV-Serie)
- 1999: Die Sünde der Engel
- 2000: Die Schule am See: Liebschaften und andere Katastrophen (TV-Serie, eine Folge)
- 2000: Polizeiruf 110: Verzeih mir (TV-Reihe)
- 2001: St. Angela: Täuschungsmanöver (TV-Serie, eine Folge)
- 2001: SOKO Leipzig: Liebesdienste (TV-Serie, eine Folge)
- 2001: Die Wunde
- 2002: Klinikum Berlin Mitte – Leben in Bereitschaft (TV-Serie, zwei Folgen)
- 2002–2006: Absolut das Leben (TV-Serie)
- 2003: Großstadtrevier: Große Freiheit (TV-Serie, eine Folge)
- 2003: Alphateam – Die Lebensretter im OP: Vollendete Tatsachen (TV-Serie, eine Folge)
- 2003–2006: Der Landarzt (TV-Serie)
- 2004: Alarm für Cobra 11 – Die Autobahnpolizei: Gnadenlos (TV-Serie, eine Folge)
- 2006: Nicht ohne meine Schwiegereltern
- 2006: Lauf der Dinge
- 2008: Im Namen des Gesetzes: Der Tod kommt zweimal (TV-Serie, eine Folge)
- 2008: Die Anwälte: Haltlos (TV-Serie, eine Folge)
- 2010: Notruf Hafenkante: Familienzirkus (TV-Serie, eine Folge)
- 2012: Zettl
- 2018: In aller Freundschaft: Fürchtet euch nicht! (TV-Serie, eine Folge)
- 2019: Schwartz & Schwartz: Der Tod im Haus (TV-Reihe)
- 2021: Tierärztin Dr. Mertens: Alles auf Sieg (TV-Serie, eine Folge)
- 2021: Theresa Wolff – Home Sweet Home (TV-Reihe)
- 2022: Wolfsland: Böses Blut (TV-Reihe)
- 2023: SOKO Wismar: Der Umbetter (TV-Serie, eine Folge)
- 2025: Watzmann ermittelt: Die Moorleiche (TV-Serie, eine Folge)